# Lilium pardalinum
Lilium pardalinum,  conocida como "lirio leopardo" o "lirio pantera", es una especie fanerógama perteneciente a la familia Liliaceae, nativa de las áreas inundadas de la costa de California.

## Descripción
Es una planta que alcanza los 2,5 metros.  Las flores son de color rojo-anaranjado con numerosos puntos marrones. Florece en julio. Los bulbos son pequeños y se agrupan en gran número en un rizoma. Una subespecie de este taxón se encuentra en peligro de extinción: Lilium pardalinum ssp pitkinese. 

## Variedades

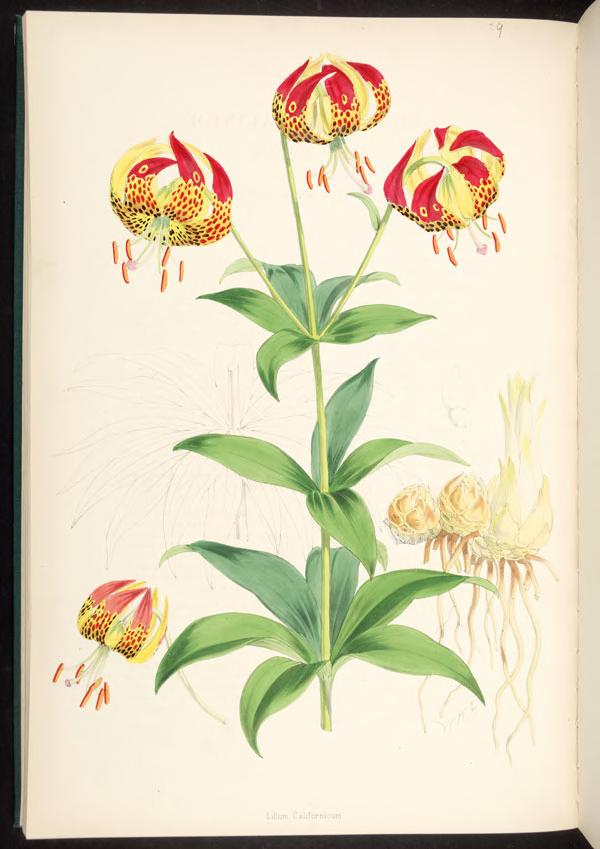
Ilustración de 1880

- Ilustración de 1880Lilium pardalinum ssp. pitkinense
- Lilium pardalinum ssp. shastense
- Lilium pardalinum ssp. vollmeri
- Lilium pardalinum ssp. wigginsii
- Lilium pardalinum var. giganteum

## Variedades ySinonimia
subsp. pardalinum. Desde el sur de California al norte de México.
- Lilium pardalinum var. angustifolium Kellogg, Hesperian (San Francisco) 1859: 300 (1859).
- Lilium roezlii Regel, Gartenflora 19: 321 (1870).
- Lilium californicum Dombrain, Fl. Mag. (London) 1872: t. 33 (1872), nom. illeg.
- Lilium harrisianum Beane & Vollmer, Contr. Dudley Herb. 4: 357 (1955).

subsp. pitkinense (Beane & Vollmer) M.W.Skinner, Novon 12: 255 (2002). Del norte y oeste de California.
- Lilium pitkinense Beane & Vollmer, Contr. Dudley Herb. 4: 356 (1955).

subsp. shastense (Eastw.) M.W.Skinner, Novon 12: 255 (2002). Desde el sur de Oregón hasta el norte de California.
- Lilium nevadense var. shastense Eastw., Leafl. W. Bot. 1: 42 (1933).
- Lilium shastense (Eastw.) Beane, Contr. Dudley Herb. 4: 357 (1955).
- Lilium parvum var. luteum Purdy, Erythea 5: 105 (1897).
- Lilium nevadense Eastw., Leafl. W. Bot. 1: 41 (1933).

subsp. vollmeri (Eastw.) M.W.Skinner, Novon 12: 257 (2002). Desde el sur de Oregón hasta el norte de California.
- Lilium vollmeri Eastw., Leafl. W. Bot. 5: 121 (1948).
- Lilium roezlii Purdy, J. Int. Gard. Club 3: 522 (1919), nom. illeg.

subsp. wigginsii (Beane & Vollmer) M.W.Skinner, Novon 12: 258 (2002). Desde el sur de Oregón hasta el norte de California.
- Lilium wigginsii Beane & Vollmer, Contr. Dudley Herb. 4: 355 (1955).[1]